# Шнајтзе
Шнајтзе (њем. Schnaitsee) општина је у њемачкој савезној држави Баварска. Једно је од 35 општинских средишта округа Траунштајн. Према процјени из 2010. у општини је живјело 3.557 становника. Посједује регионалну шифру (AGS) 9189142.

## Географски и демографски подаци
Шнајтзе се налази у савезној држави Баварска у округу Траунштајн. Општина се налази на надморској висини од 608 метара. Површина општине износи 61,2 km². У самом мјесту је, према процјени из 2010. године, живјело 3.557 становника. Просјечна густина становништва износи 58 становника/km².